# Megastigmus sexsetae
Megastigmus sexsetae is een vliesvleugelig insect uit de familie Torymidae. De wetenschappelijke naam is voor het eerst geldig gepubliceerd in 1927 door Girault.